# Distrito San José (Zaragoza)
San José es un distrito de la ciudad de Zaragoza (España), formado en exclusiva por el barrio de San José, aunque todavía es relativamente usual que se distingan, dentro de él, las zonas de Miraflores y Montemolín (o Bajo Aragón). Limita con los distritos de Centro, Universidad, Torrero-La Paz y Las Fuentes.
Está regido por una Junta municipal.

## Historia
El área de Miraflores-Montemolín era de uso agrícola, separada de la ciudad por el Río Huerva. En 1932 se crea la Avenida de San José y en 1945 un nuevo tranvía comunica el barrio con la ciudad.
El barrio creció sin un plan urbanístico bien definido y los diferentes planes de urbanización tendieron a paliar la situación de crecimiento desordenado de diferentes planeamientos que habían proliferado inconexos. Entre ellos cabe destacar el barrio de Los chiflaos, el barrio de Colón, el de San José de Calasanz, etc. Así las grandes arterias sirven para coser tipologías urbanas bien diferenciadas unas de otras que hacen del barrio un lugar bastante heterogéneo. 
El mayor crecimiento del barrio se produce en la década de los 60 y los 70, con la llegada al barrio de inmigrantes procedentes de áreas rurales de Aragón. También se abre el trazado de Tenor Fleta, que comunica el barrio con el Centro. Posteriormente se urbaniza Cesáreo Alierta como gran avenida de acceso y salida de la ciudad hasta el tercer cinturón.
Como tareas pendientes quedan el acondicionamiento y mejora de las riberas del Canal Imperial de Aragón, las únicas que quedan sin arreglar de toda la ciudad, de igual modo quedan pendientes la urbanización de Monasterio de Samos y la mejora del primer tramo de la propia avenida de San José. 
Entre las antiguas instalaciones industriales que antiguamente poblaron el barrio queda en pie todavía la fábrica de cervezas La Zaragozana, situada en medio de la trama urbana.

## Servicios

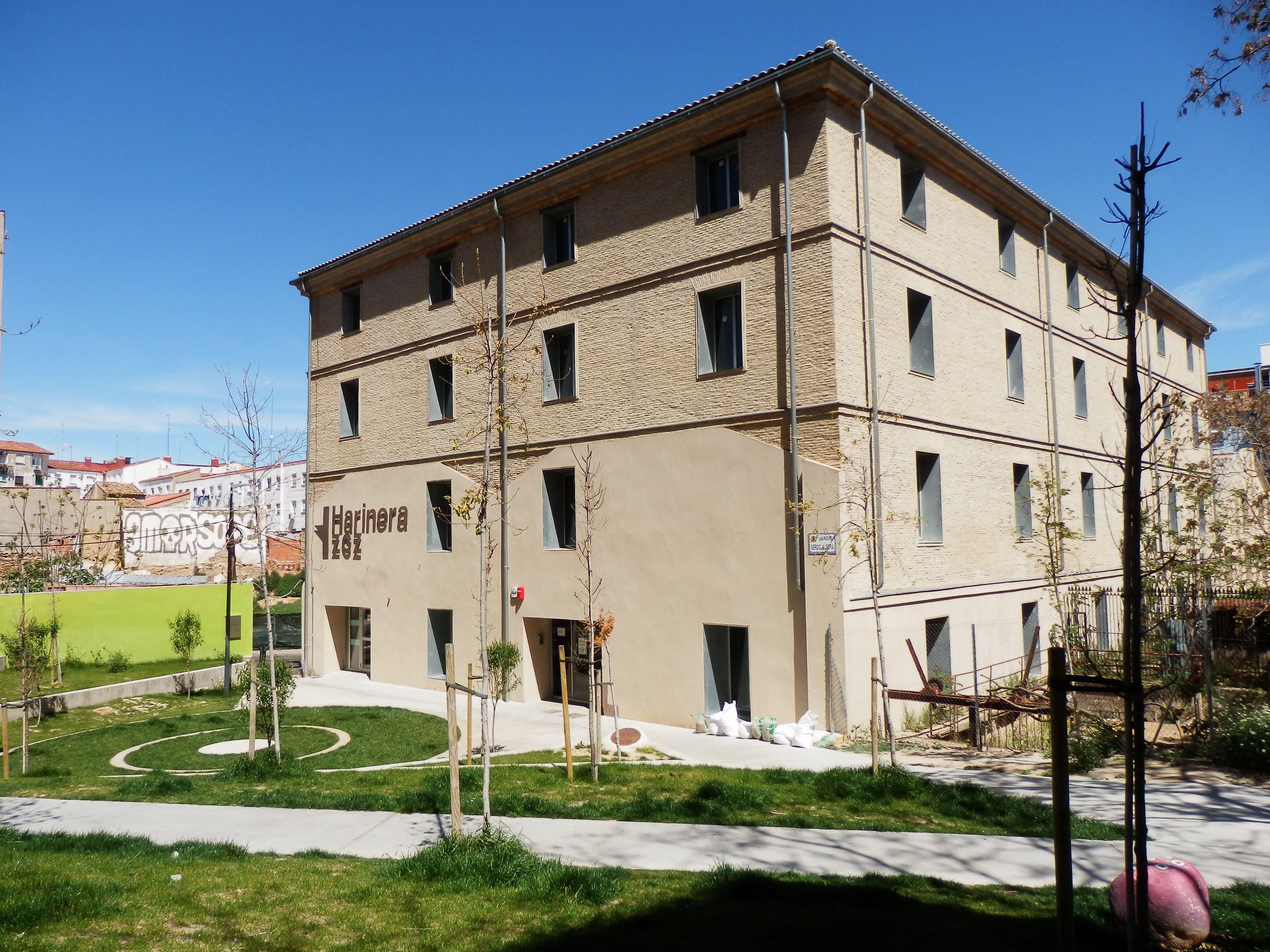
La Harinera, en la avenida de San José.

La avenida de San José es la arteria que da nombre al barrio, su nombre lo toma del antiguo convento y posteriormente presidio de San José situado junto a la ribera del río Huerva, en el camino que conduce al Bajo Aragón, tiene un trazado en sentido norte-sur que sirvió para conectar los arrabales agrícolas con la ciudad así como para conectar con el barrio de Torrero, por lo que la avenida surca todo el barrio desde la antigua carretera del Bajo Aragón, actual avenida de Miguel Servet con el Canal Imperial de Aragón.
La avenida Tenor Fleta es otra de las arterias importantes del barrio, lo cruza en sentido oeste-este y bajo ella circulan las vías del ferrocarril; justo al final de la avenida se sitúa la estación de cercanías de Miraflores, dicha avenida tiene pendiente todavía un último tramo que la prolongará hasta el tercer cinturón.

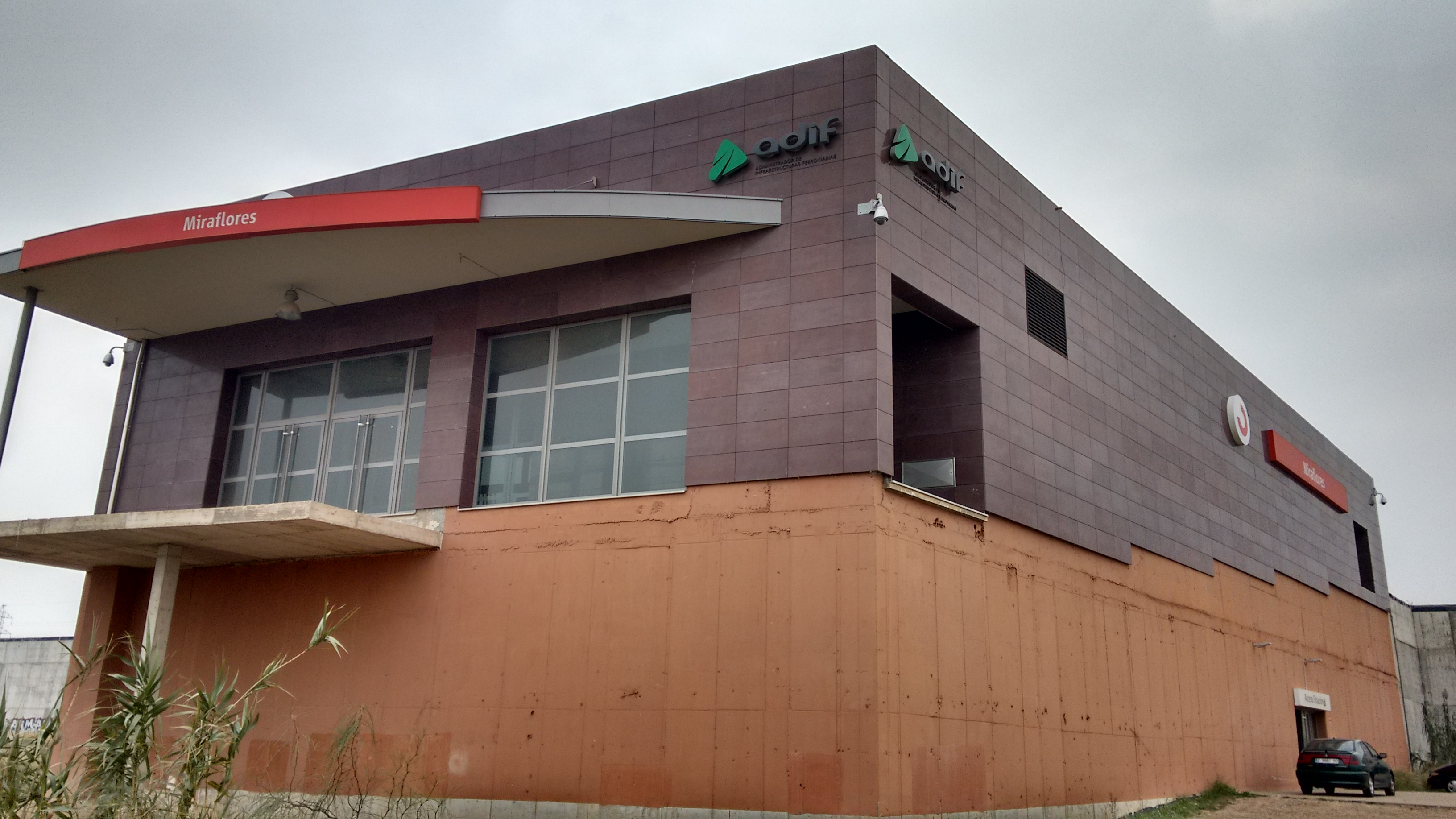
Estación de Miraflores.

La avenida Miguel Servet, es otra de las arterias en la parte norte del barrio y establece la frontera con el distrito de Las Fuentes. Otra de las grandes avenidas que surcan el barrio es la de Cesáreo Alierta, de más reciente construcción y una de las más amplias de Zaragoza, actualmente uno de los accesos principales al este de la ciudad. Es en estas principales calles donde se concentran la mayor parte de los servicios.
Los parques de La Granja y de La Memoria forman las áreas verdes del distrito.
El Centro de Deportes Municipal José Garcés tiene numerosas instalaciones a cubierto.
El Centro Regional de Mando y la Residencia Militar Castillejos están en el paseo del Canal.
Tiene la biblioteca pública José Antonio Rey del Corral en la plaza Mayor de San José.
Dispone del centro de salud San José en la calle Santuario de Cabañas y del centro de especialidades San José en la calle Luis Aula.

### Pabellón Príncipe Felipe

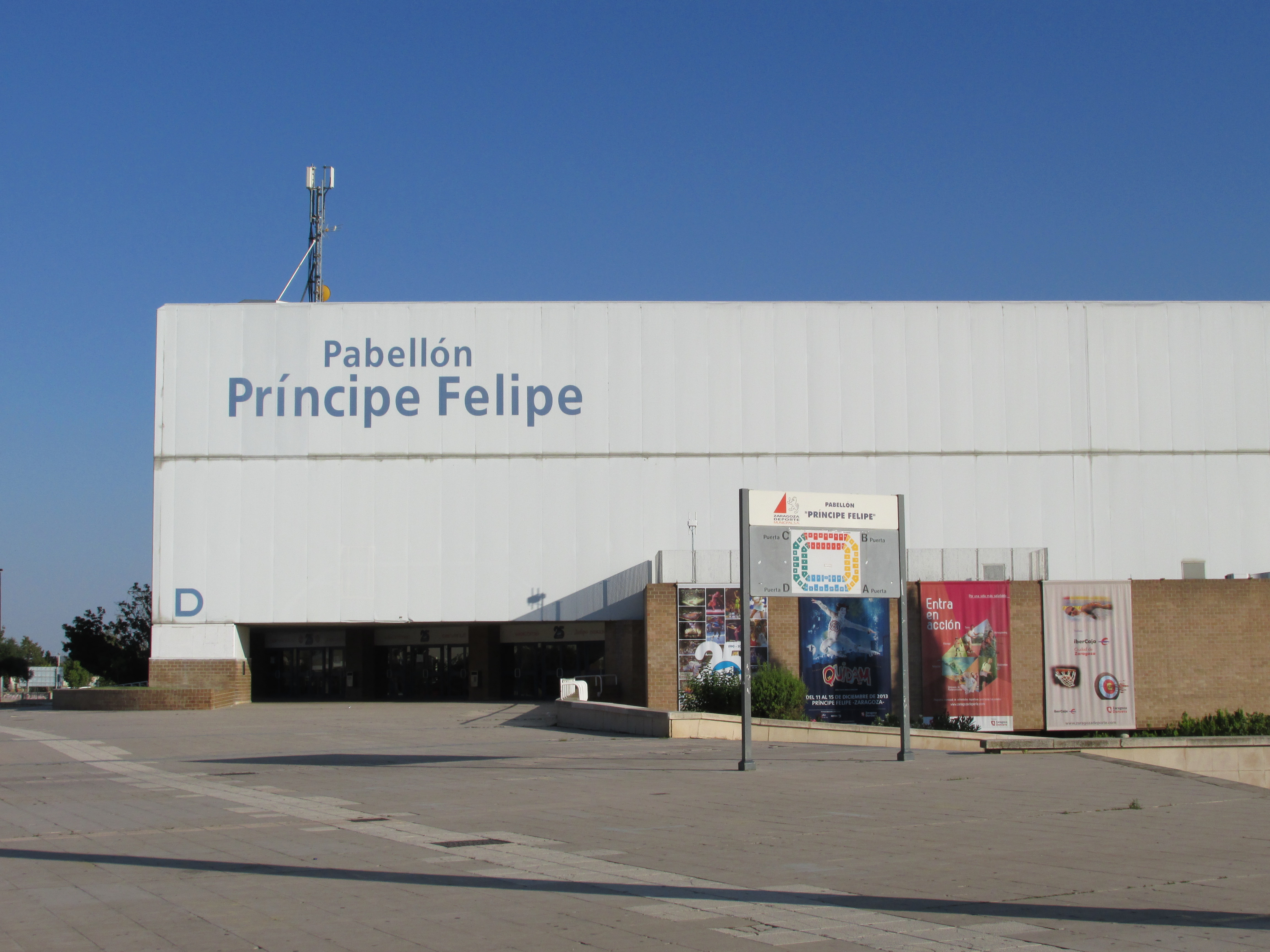
El pabellón Príncipe Felipe fotografiado en el año 2015.

Se encuentra el Pabellón Príncipe Felipe al que se intentó cambiar el nombre por José Luis Abós pero los juzgados lo detuvieron cautelarmente.

### Farola en el árbol

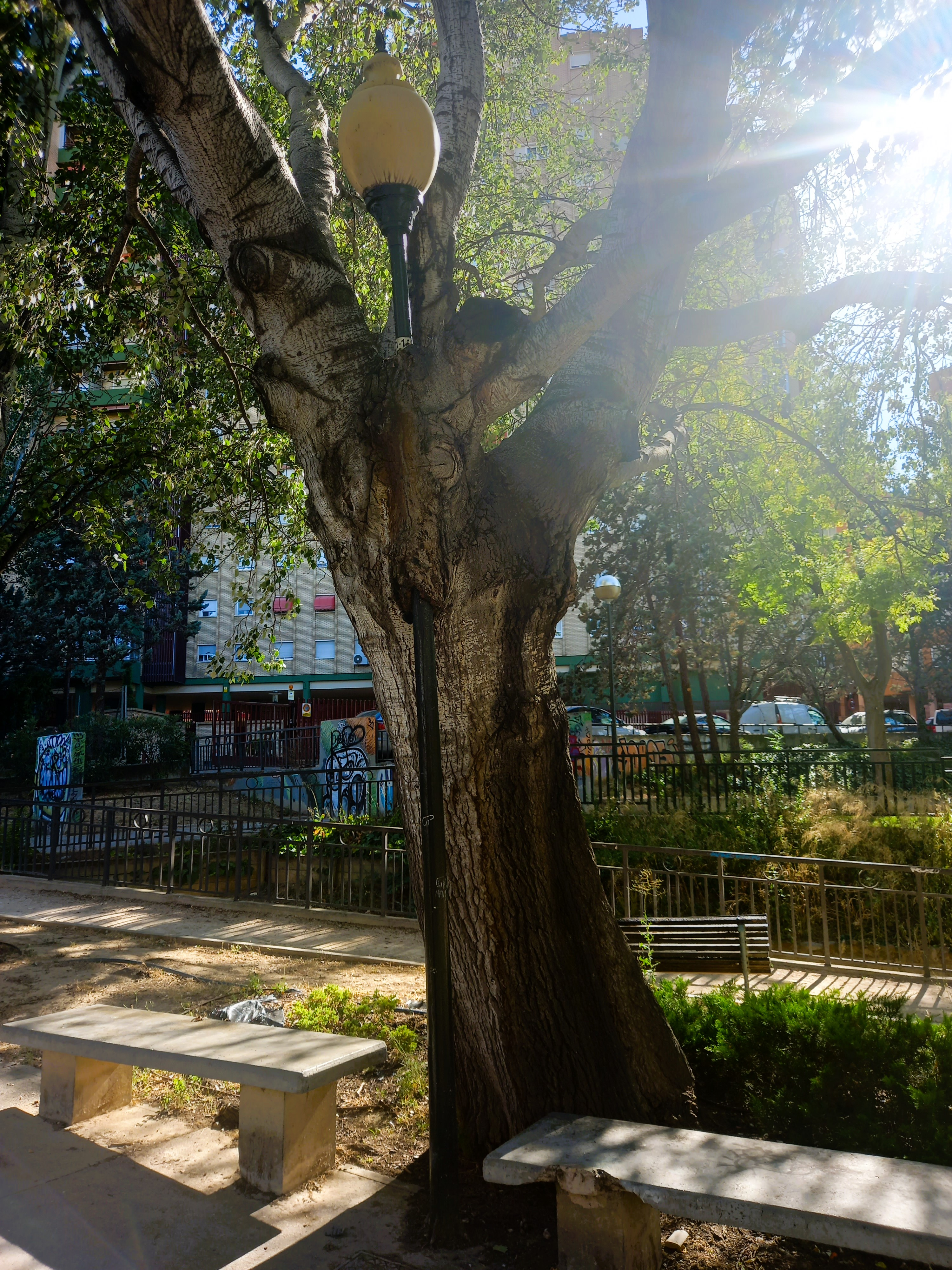

### Calle Louis Sallenave

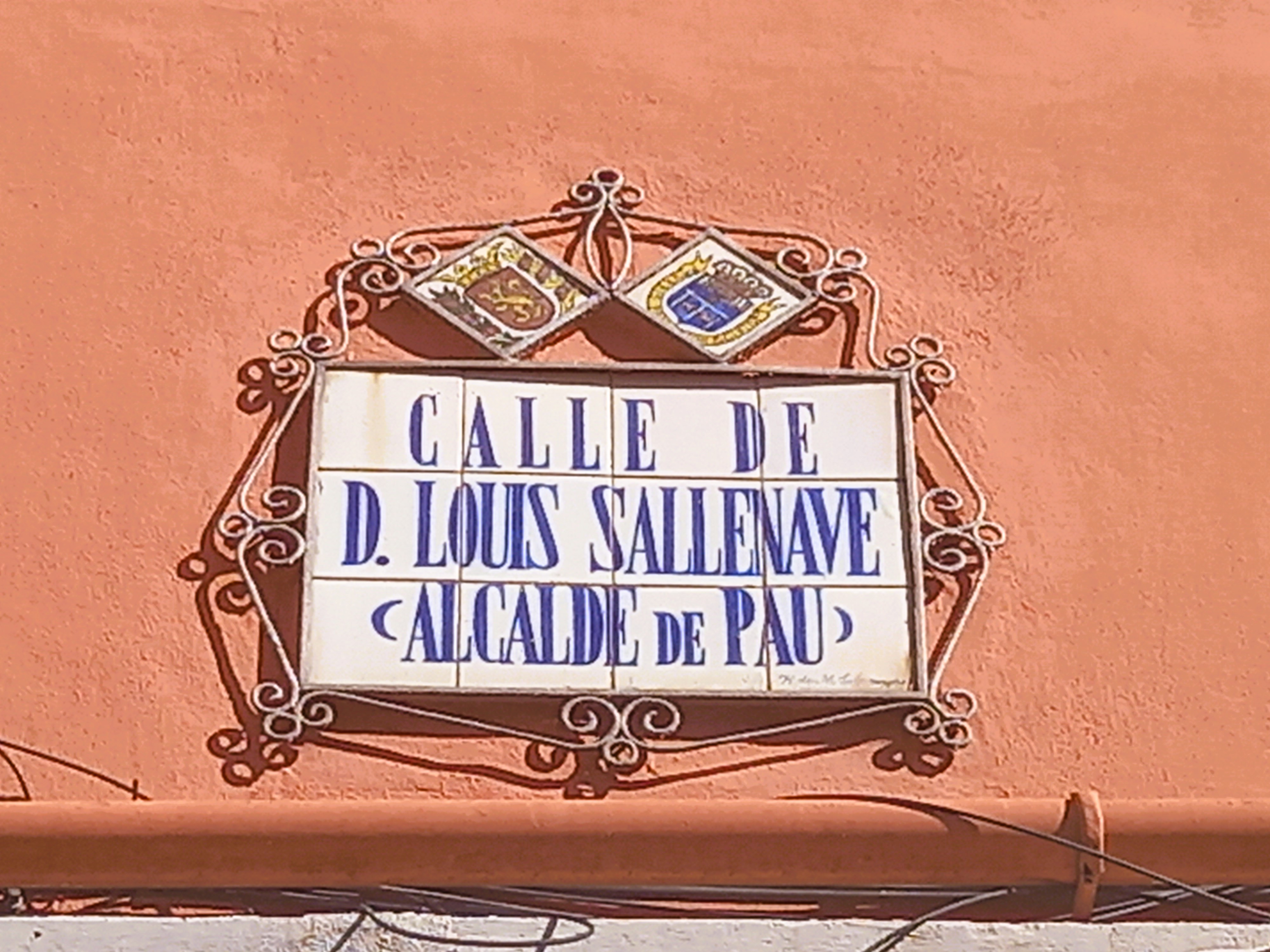
Placa de la calle Louis Sallenave.

## Galería
|                                  |
| Puerta de la Quinta de San José. |

|                            |
| Centro Comercial Utrillas. |

|  |
|  |

|                               |
| Confort Hell de Karto Gimeno. |

|                         |
| Homenaje al baloncesto. |

|                      |
| Avenida de San José. |

|                                                 |
| Fuente de los calderos de Rafael Barnola Usano. |

|                                                |
| El abrazo de Lidia Cao (Festival Asalto 2020). |

|             |
| La bañista. |

|                       |
| Fuente de las Garzas. |

|                                   |
| Chimenea de la estación Utrillas. |

|                                                 |
| Los depredadores —En la actualidad, no existe—. |

|                                  |
| Tribute to the Iberian Wildlife. |

|                                              |
| Mural de Slim Safont (Festival Asalto 2020). |

|                                              |
| Mural de Akacorleone (Festival Asalto 2020). |

|                                               |
| Mural de Marta Lapeña (Festival Asalto 2020). |

|            |
| Lavandera. |

|                      |
| El tirador de barra. |

|                           |
| Busto de Ángel Sanz Briz. |

|                                                 |
| El Corro de Sawu Studio (Festival Asalto 2020). |

|                          |
| Placa de la calle Nayim. |

|  |
|  |

|                 |
| Proyecto 15/15. |

|  |
|  |

|                                                |
| Mural de Diego Vicente (Festival Asalto 2020). |

|                     |
| Mural de @Cobo_ZGZ. |

|                                             |
| Murales en la calle Escultor Félix Burriel. |

|                           |
| Mural CEIP María Moliner. |

|                                    |
| Mural en la calle Camino Cabaldós. |

|                                  |
| Final de la avenida Tenor Fleta. |

## Fiestas
- Finales de agosto y comienzos de septiembre.

El acto más importante son los cabezudos, quienes reúnen a más de 6000 personas en los recorridos. Sus emboscadas y latigazos les han hecho muy populares. De igual modo cabe reseñar la celebración del dance de San José, que se ha hecho un hueco entre los festejos populares de la ciudad.
- 19 de marzo día de San José.

Fiestas menores en el distrito, en las que se realiza un fin de semana de actividades entre todas las asociaciones del barrio.

## Residentes célebres

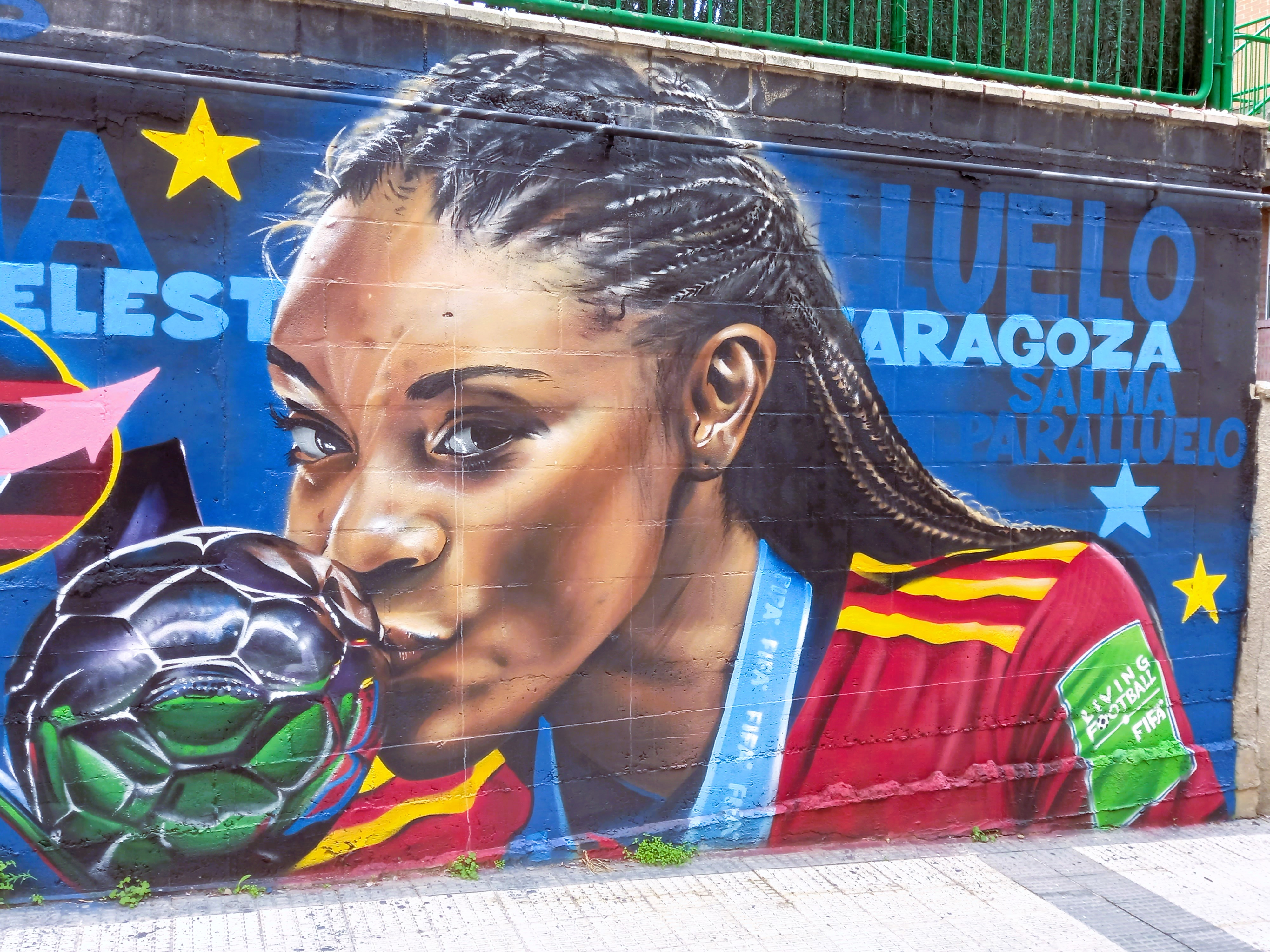
Mural de Salma Paralluelo, en el vecino barrio de Torrero.

- Ramiro Grau - Fiscal, escritor y docente.
- Salma Paralluelo - Jugadora de fútbol y campeona del mundo con la selección española.